# West College Corner
West College Corner è un comune degli Stati Uniti d'America, situato nello Stato dell'Indiana, nella contea di Union.